# Стомма, Витольд-Мечислав Игнатьевич
Витольд-Мечислав Игнатьевич Стомма (1868 — после 1941) — русский военный, генерал-майор РИА, генерал-лейтенант Войска Литовского.

## Биография
Родился 13 марта 1868 года в Пермской губернии.
Обучался в Александровском кадетском корпусе. В военную службу вступил 30 августа 1885 года. Затем окончил Михайловское артиллерийское училище и был выпущен в 28-ю артиллерийскую бригаду, где получил звания подпоручика (1886) и поручика (1890). В 1893 году служил в той же бригаде. В этом же году окончил Михайловскую артиллерийскую академию и произведён в штабс-капитаны. В период с 27.07.1895 по 24.09.1896 Витольд-Мечислав Стомма служил помощником начальника мастерских Петербургского патронного завода. В 1896 году получил звание поручик гвардии и стал начальником мастерских патронного завода. Штабс-капитан гвардии с 1896 года, капитан гвардии с 1900 года, полковник с 1904 года. Был начальником мастерских по 22 февраля 1912 года, затем — помощником начальника по хозяйственной части.
Во время Первой мировой войны Стомма служил помощником начальника Петроградского патронного завода по технической части, получил чин генерал-майора 6 декабря 1915 года. После Октябрьской революции служил в РККА. До 1921 года был инженером мастерских центрального артиллерийского управления РККА.
Весной 1921 выехал в Литву и поступил на службу в Литовскую армию. Генерал-лейтенант с 14 июля, начальник мастерских артиллерийского вооружения с 23 июля 1921 года. За неактивное по мнению большевиков руководство, в марте 1922 года был арестован и в ноябре этого же года уволен в запас. Проживал в имении Ясюлишкес, уезда Укмерге (ныне Укмергский район Литвы). 15 сентября 1933 года был уволен в отставку.
После присоединения Литвы к Советскому Союзу, был арестован органами НКВД и в июне 1941 года вывезен в Сибирь.
По данным сайта geni.com, умер 26 октября 1947 года, по другим данным — в 1946 году.
Был автором статьи «Торжественное объявление войны (20-го июля старого стиля 1914 г. в Зимнем Дворце в Петрограде)», опубликованной в Белграде в 1936 году.

## Награды
- Был награждён орденами Св. Станислава 3-й степени (1898), Св. Анны 3-й степени (1903), Св. Станислава 2-й степени (1911), Св. Анны 2-й степени (1913), Св. Владимира 4-й степени (1915), а также бельгийским орденом Св. Леопольда.